# Ferdinando Cazzamalli

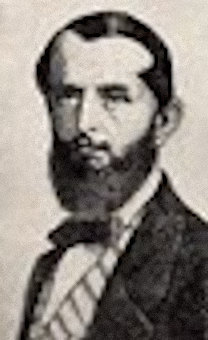
Ferdinando Cazzamalli

Ferdinando Cazzamalli (* 1887 in Crema; † 1958) war ein italienischer Psychiater, der sich um die wissenschaftliche Erforschung paranormaler Phänomene bemühte.
Zunächst Leiter einer psychiatrischen Klinik in Como, dann Dozent für Psychiatrie an der Universität von Modena, stellte Cazzamalli in den 20er-Jahren gemeinsam mit dem Elektrotechniker Eugenio Gnesutta an psychisch gestörten Patienten Untersuchungen zur physikalischen Nachweisbarkeit von Telepathie an. Mithilfe eines eigens zu diesem Zweck entwickelten Gerätes zur Messung ultrahochfrequenter Wellen verfolgte er des Ziel, telepathische Phänomene als elektromagnetische Auswirkungen der Hirntätigkeit zu erklären. Bei Experimenten mit einem Radioempfänger, der in einen Faradayschen Käfig eingeschlossen war, gelang ihm dann auch die Aufzeichnung paranormaler Stimmphänomene, die er auf elektromagnetische Einflüsse seitens seiner Probanden zurückführen zu können meinte.
1937 gründete er gemeinsam mit dem Statistiker Giovanni Schepis, dem Psychologen Emilio Servadio und dem Neuropsychiater Luigi Sanguineti die Società Italiana di Metapsichica (S.I.M.), die erste italienische Gesellschaft zur systematischen Erforschung paranormaler Phänomene, die durch ein Dekret vom 23. Mai 1941 auch die offizielle Anerkennung des faschistischen italienischen Staates erhielt und 1955 in Società Italiana di Parapsicologia (S.I.P.) umbenannt wurde. 1946 gründete er die Zeitschrift Metapsichica als offizielles Organ der S.I.M. Aufgrund ideologischer und methodologischer Differenzen kam es jedoch in diesem Jahr zu einem schweren Zerwürfnis mit der S.I.M. Cazzamalli trat mit seiner Fraktion aus und gründete noch im selben Jahr die Associazione Italiana Scientifica di Metapsichica (A.I.S.M.), die die Zeitschrift Metapsichica unter seiner Leitung weiterführte und in Italien noch heute gemeinsam mit dem 1954 in Bologna gegründeten Centro Studi Parapsicologici (C.S.P.) zu den wichtigsten Institutionen im Bereich der Parapsychologie zählt.

## Schriften in Auswahl
- Problemi di vita manicomiale, Imola: Galeati, 1916
- Guerra, follia e degenerazione, Milano: Avanti, 1921
- La tabe dorsale alla luce delle moderne conoscenze, Bergamo: Savoldi, 1926
- Dalla metapsichica al pane quotidiano: Articoli, Como: C. Nani, 1934
- Di un fenomeno radiante cerebropsichico (riflesso cerebropsicoradiante) come mezzo di esplorazione psicobiofisica, in: Giornale di Psichiatria e di Neuropatologia (1935)
- Metapsichica, neurobiologia e metodo sperimentale: Dalla metapsichica alla psicobiofisica, in: Giornale di Psichiatria e di neuropatologia, fasc. 3-4 (1939)
- I fenomeni elettromagnetici radianti dal soggetto umano in intensa attivita (orgasmo funzionale) psicosensoriale del cervello, il metodo sperimentale e il prof. Agostino Gemelli, in: Giornale di Psichiatria e neuropatologia, fasc. 1-2 (1942)
- L'avventura di Giuseppe Massarenti: per la liberta e la dignita del cittadino, Bologna: S.T.E.B., 1946
- La Madonna di Bonate: apparizioni o visioni? Milaon: Bocca, 1951
- Il cervello radiante: fenomeni elettromagnetici radianti dal cervello umano durante l'intensa attivita psicosensoriale degli stati onirici, allucinatori e telepsichici, Milano: Ceschina, 1960
- Le Cerveau Émetteur. M. Pietteur, Embourg (Belgique) 1996, ISBN 2-87211-016-X.